# Tauromaquia y economía
Con tauromaquia y economía se hace referencia a la dimensión económica que la tauromaquia tiene en la economía de la industria cultural y de consumo de esta.
Entre la estructura que forma la industria taurina se encuentran los profesionales directos como toreros: (matadores de toros, banderilleros, picadores y subalternos), toros bravos de lidia y ganaderos del toro de lidia, empresarios de plazas de toros, público e instituciones (comunidades autónomas, ayuntamientos, y diputaciones) entre otros. muchos; a los que se le añaden veterinarios, fabricantes de material como banderillas, estoques, picas; o sastres y todo lo necesario para poner en marcha un festejo taurino de cualquiera de los diferentes tipos: corridas de toros, encierros, novilladas, corre bous, tentaderos en el campo o festejos celebrados en la calle como los recortadores.
La tasa anual de asistencia a festejos taurinos En España se situó en el 8% de la población, de los cuales solo el 5,9% acudió en el último año a una corrida de toros, novillos o rejones.

## Impacto por país

### España
Un estudio de la Universidad de La Rioja realizado por Juan Manuel Lamet analizó 2011 la repercusión económica de la fiesta de los toros en la economía y en la sociedad española. Para establecer dicho impacto se estableció el número de aficionados que acudieron a los espectáculos, así como el impacto causado por la crisis de festejos en España, como la misma ha afectado a las ganaderías bravas, y el impacto fiscal de la tauromaquia.
A través del estudio se estableció que el impacto económico del sector de taurino en España en los entre 2005 y 2011 fue de 2 500  millones de euros al año, cantidad equivalente al presupuesto de doce ministerios, mayor que el de Cultura, Ministerio de Industria o Ciencia y similar al presupuesto destinado al Ministerio de  Asuntos Exteriores. El cálculo realizado por Lamet estableció que 40 millones de espectadores acudieron a ver festejos con toros en 2011 mientras que la cifra global fue de 60 millones en todo el mundo. En cuanto a los festejos celebrados en España, solo los de relevancia tuvieron 9,8 millones de espectadores con un ingreso de taquilla de 373 millones de euros, unas cifras que superaron las obtenidas por la industria cinematográfica española con 104 millones de euros de facturación o el teatro con 15,5 millones de euros.
Las ferias taurinas movieron un total de 97 millones de euros, siendo el resto de festejos populares solo en España. Los ingresos indirectos se establecieron en un total de 132,7 millones de euros y en otros sectores fue de 464 millones de euros.

#### 2013
El número de espectadores que acudió en España a ver festejos taurinos fue de 25 millones. El número de empresas ganaderas de toro de lidia registradas fue de 1 341, y el número de Escuelas taurinas abiertas fue de 43, el mismo número del año anterior. El impacto económico total de 2013 fue del 0,16% del PIB más de un millón y medio de euros.

#### 2014
La temporada 2014 en España se cerró con un total de 1 114 festejos taurinos.

#### 2015-2016
La tauromaquia en España supuso un impacto económico de 3 500 millones de euros en el año 2015, equivalente al 0,2% del PIB, generó cerca de 200 000 empleos durante el año con un total de 1 145 festejos taurinos celebrados, lo que supuso un 1.15% del total de cotizantes a la seguridad social española. Por cada euro ingresado de forma directa en aquella, se generaron 2,8 en el conjunto del sistema económico, generado por la fuerza que la tauromaquia ejerce sobre otros sectores como el hotelero y la restauración relacionados con el turismo.
Entre las comunidades autónomas Castilla y León es la comunidad que celebró más festejos con un total de 233, seguida de Castilla-La Mancha donde el total de festejos fue de 225, Madrid  con 193 y Andalucía que realizó 190. La media estimada es de 9.7 corridas de toros por cada millón de habitantes, cifras cercanas a la edad de oro del toreo entre 1913 y 1918.
La fiesta de los toros es la manifestación cultural española que más ingresos fiscales genera, sólo en concepto de IVA supone la recaudación de entre 43 y 45  millones de euros al año (dato de 2016). La ganadería de lidia permitió en 2016 conservar, según la Unión de Criadores de Toros de Lidia (UCTL), 280 450 hectáreas de dehesa valoradas en 1 862 millones de euros. El volumen de negocio del mundo del toro aportó de forma directa un importe de 422.798.548 euros a la economía española en 2016.

#### 2017
A lo largo del año 2017 los datos presentados en el II Congreso Internacional de Tauromaquia celebrado en Murcia indicaron que el mundo del toro en España tuvo un impacto económico de 4 500 millones de euros, se celebraron un total de 19 882 festejos taurinos lo que supuso el 0,36% del PIB, cifra que solo en Castilla y León fue del 1,5%.
Los empresarios taurinos indicaron el aumento en la celebración de los festejos taurinos por lo que las novilladas y el rejoneo tuvieron una tendencia estable en cuanto a números de corridas celebradas. Durante el año 2017 se puso de manifiesto que fue la Comunidad de Valencia donde más festejos populares se realizaron con 9 759, en Castilla y León fueron 2.345 y en Navarra 1 648.

#### 2019
La Feria de San Isidro celebrada en Madrid entre el 14 de mayo y el 16 de junio de 2019 tuvo en los abonos de feria un impacto económico de 72,8 millones de euros incluido el efecto en el sector de la hostelería y restauración (24,5 y 16,5 millones de euros respectivamente), dichos abonos fueron adquiridos por 15 268 socios, el 65% del aforo de las Ventas; cifras de abono que han supuesto un aumento entre un 25% a un 28% respecto a años anteriores. La ocupación media de la feria fue del 80%. En la Comunidad autónoma se generaron 414 millones de euros con 258 festejos taurinos celebrados junto a cerca de 700 festejos populares generando en total 1,5 millones de espectadores.
Un estudio realizado entre 2018 y 2019 por la Facultad de Economía de Valencia, a petición de la Generalitat, realizado sobre el impacto económico de los Bous al Carrer indicó que dichos festejos movieron 148,2 millones de euros, el 0,8% del PIB de la Comunidad valenciana creando el 0,16% del empleo regional. El impacto económico fue de 54,8 millones de euros en el sector de hostelería y de 15 millones en el sector del transporte, siendo también beneficiados los sectores de alimentación, el comercio, los servicios o el inmobiliario. La tauromaquia generó en la comunidad un total de 3 000 empleos directos, colocándola como uno de los principales motores económicos de la región.
La feria taurina de abril de Sevilla generó en 2019 en un solo día la plena ocupación de las de alojamiento, 15 893 con turistas venidos de Francia, Colombia y México.
La feria taurina de Santander de 2019 generó 7 millones de euros según un estudio conjunto encargado a la Universidad de Extremadura y a la de Cantabria, con un importante aumento del número de abonados.

## Ganadería Brava y economía
La ganadería brava es la actividad encargada de la crianza del toro bravo de la misma casta destinado principalmente a la lidia y a los diferentes festejos taurinos populares. La producción ganadera es una actividad que está regulada por MInisterio de Agricultura (denominación del año 2004) y las condiciones por las que se conceden los permisos para las mismas son más exigentes que las requeridas para otras explotaciones ganaderas.
En España hay registradas 1 094 ganaderías de bravo (cifras de 2016) que ocupan un total de 540 000 hectáreas de terreno de dehesas de alto valor ecológico.
La explotación de la ganadería brava requiere que sus trabajadores estén especializados tanto en el manejo de reses bravas como en el conocimiento de las dehesas donde se cría el ganado bravo; necesita de unas instalaciones tales como corrales, plazas de tientas, casas para el mayoral y resto de empleados, comederos y pozos de agua así como caballerizas y almacenes para forraje y aperos, reses de apoyo como cabestros. A estas instalaciones hay que añadirle las diferentes zonas y apartados cercados en los que se separan o apartan las reses: toros para lidia, novillos, vacas, sementales, etcétera. Se estima que cada res precisa de un espacio en torno a las dos hectáreas de finca, lo cual indica la inversión económica solo en la adquisición o alquiler de la finca ganadera. A las instalaciones se le añade los costes de contratación y seguros, así como los gastos veterinarios. En 2008 el coste de la cría de un toro bravo destinado a la lidia de cuatro años estaba estimada entre los 4 000 y 4 500 euros de media. Las ayudas que se conceden a la cría del ganado bravo se conceden a las vacas nodrizas, las destinadas a la cría, el importe en 2008 fue de unos 224 euros por vaca y año.

## Críticas
Organizaciones a favor de los animales han criticado la financiación de la tauromaquia con dinero público.
Los presupuestos Generales del Estado aprobados para 2019 por el Ministerio de Hacienda asignó 65 000 euros a la tauromaquia, frente a los 100 millones de euros que se destinaron a la industria del cine, de acuerdo con la línea del Ministerio de Hacienda por la que no se destina ninguna ayuda destinada a promover festejos taurinos, según la propia documentación del ministerio.
Desde el sector a favor de las corridas de toros, periodistas como Paco Aguado han defendido la solvencia de las corridas de toros y contestado a las críticas hacia las subvenciones que reciben criticando los impuestos con las que estas se gravan, que consideran excesivos, solo en 2013 los ingresos por IVA fueron de 59,3 millones de euros. En 2018 el IVA recaudado por los festejos taurinos fue de 118 millones de euros.